# Cantonul Louhans
Cantonul Louhans este un canton din arondismentul Louhans, departamentul Saône-et-Loire, regiunea Burgundia, Franța.

## Comune
| Comune                | Populație (1999) | Cod poștal | Cod INSEE |
| --------------------- | ---------------- | ---------- | --------- |
| Branges               | 2.087            | 71500      | 71056     |
| Bruailles             | 842              | 71500      | 71064     |
| La Chapelle-Naude     | 437              | 71500      | 71092     |
| Louhans               | 6.237            | 71500      | 71263     |
| Montagny-près-Louhans | 372              | 71500      | 71303     |
| Ratte                 | 341              | 71500      | 71367     |
| Saint-Usuge           | 1.052            | 71500      | 71484     |
| Sornay                | 1.660            | 71500      | 71528     |
| Vincelles             | 380              | 71500      | 71580     |